# Louis Van den Kerckhove

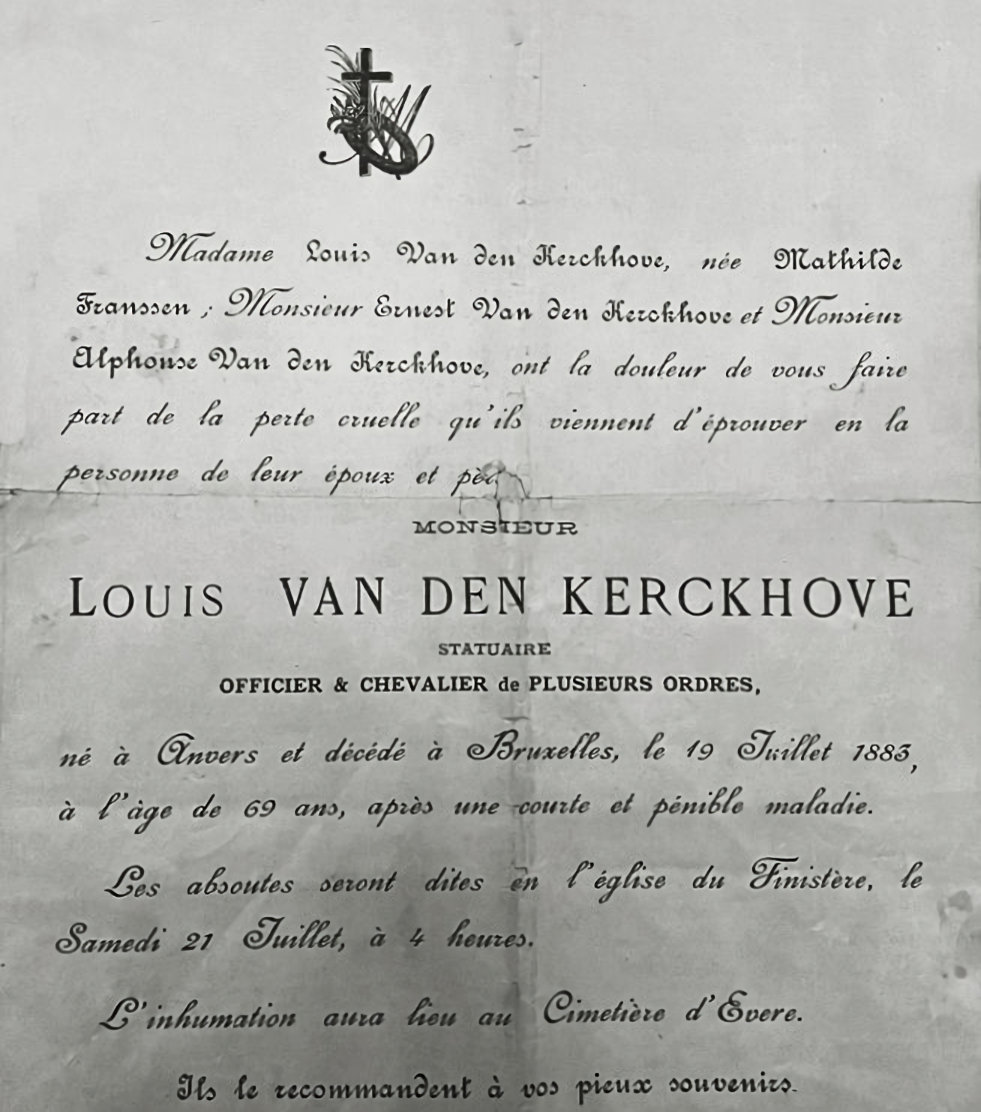
Rouwbrief

Theodore Louis (Louis) Van den Kerckhove (Antwerpen, 2 januari 1814 – Brussel, 19 juli 1883) was een Belgisch beeldhouwer.

## Leven en werk
Louis Van den Kerckhove was een natuurlijke, erkende zoon van meubelmaker Joseph François Van den Kerckhove en naaister Elizabeth Boormans, zij trouwden ruim een jaar na zijn geboorte. Hij was -naast Jean, Auguste en Léonard- een van de vier zonen in het gezin die beeldhouwer werden. Hij werd opgeleid aan de Koninklijke Academie voor Schone Kunsten van Antwerpen.
Van den Kerckhove maakte onder meer bustes, allegorische voorstellingen, portretten en standbeelden. Hij nam deel aan diverse exposities en toonde onder andere een bronzen Cupido aan de rand van de zee op de Salon van Antwerpen (1861),  een ontwerp voor een monument voor Leopold I op de Salon van Brussel (1866) en een marmeren De gestolen liefde op de Salon van Gent (1874).
Louis Van den Kerckhove trouwde met Mathilde Franssen. Hij werd benoemd tot officier en ridder in verscheidene ordes. Hij overleed op 69-jarige leeftijd en werd begraven in Evere.

## Enkele werken
- 1865 biechtstoel voor de Sint-Stephanus-Vindingkerk in Zonnegem.
- 1870 monument voor de dichter Johan Baptista Houwaert (1533-1599), Houwaertplein, Sint-Joost-ten-Node. Op de zuil een buste van de dichter, aan weerszijden twee engelen die de dichtkunst en krijgskunde verbeelden. Onder de engelen werden twee spuitende dolfijnen geplaatst.[6] Het monument werd in 1958 vervangen door een nieuwe van de hand van Jacques Talmar.
- ca. 1872 twee postamenten met allegorieën van de Moed (Le Courage) en de Voorzichtigheid (La Prudence) aan de Brederodestraat, in de balustrademuur rond het Koninklijk Paleis van Brussel.[7]
- 1882 marmeren bloemenkrans en twee honden voor het grafteken voor de familie Groen van Waarder op de voormalige lutherse familiebegraafplaats in Muiderberg.

## Fotogalerij

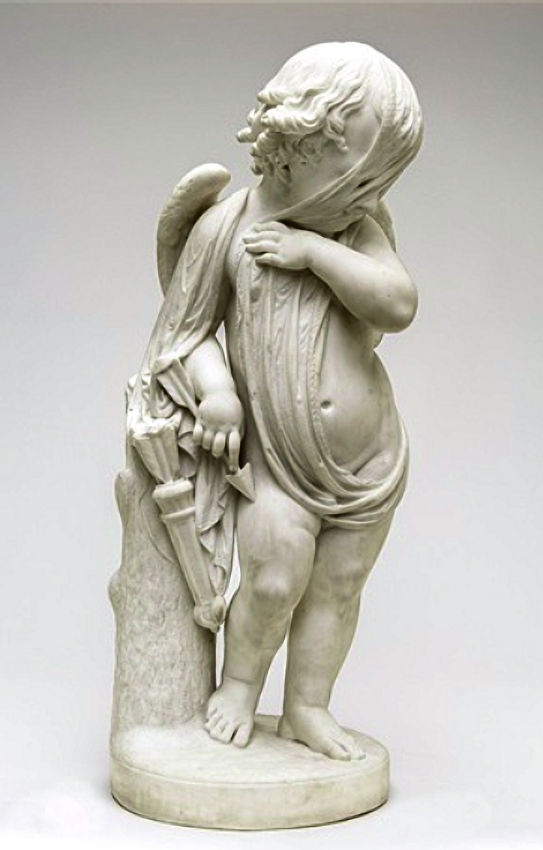
Amour triste
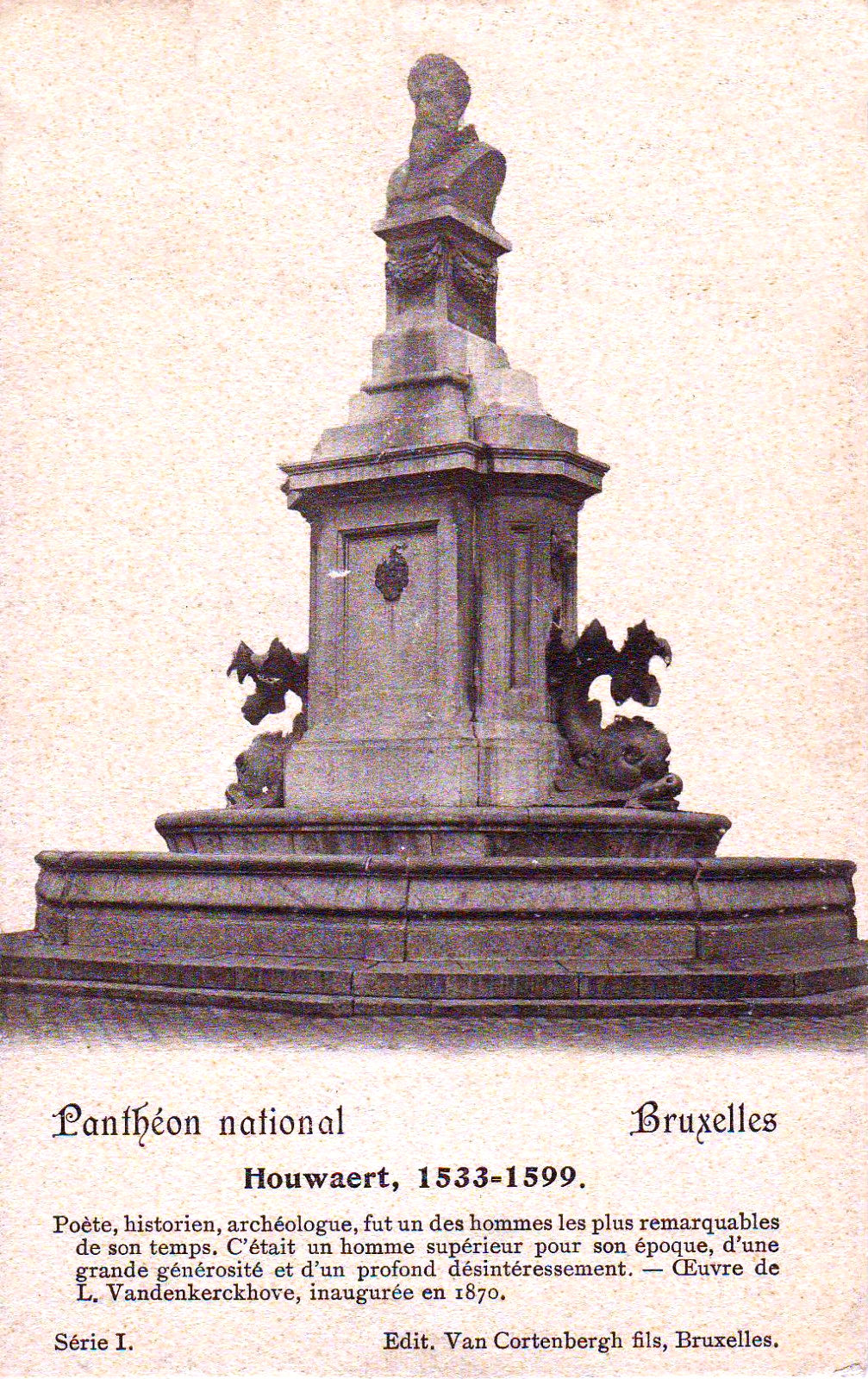
Houwaert-monument (1870), Sint-Joost-ten-Node
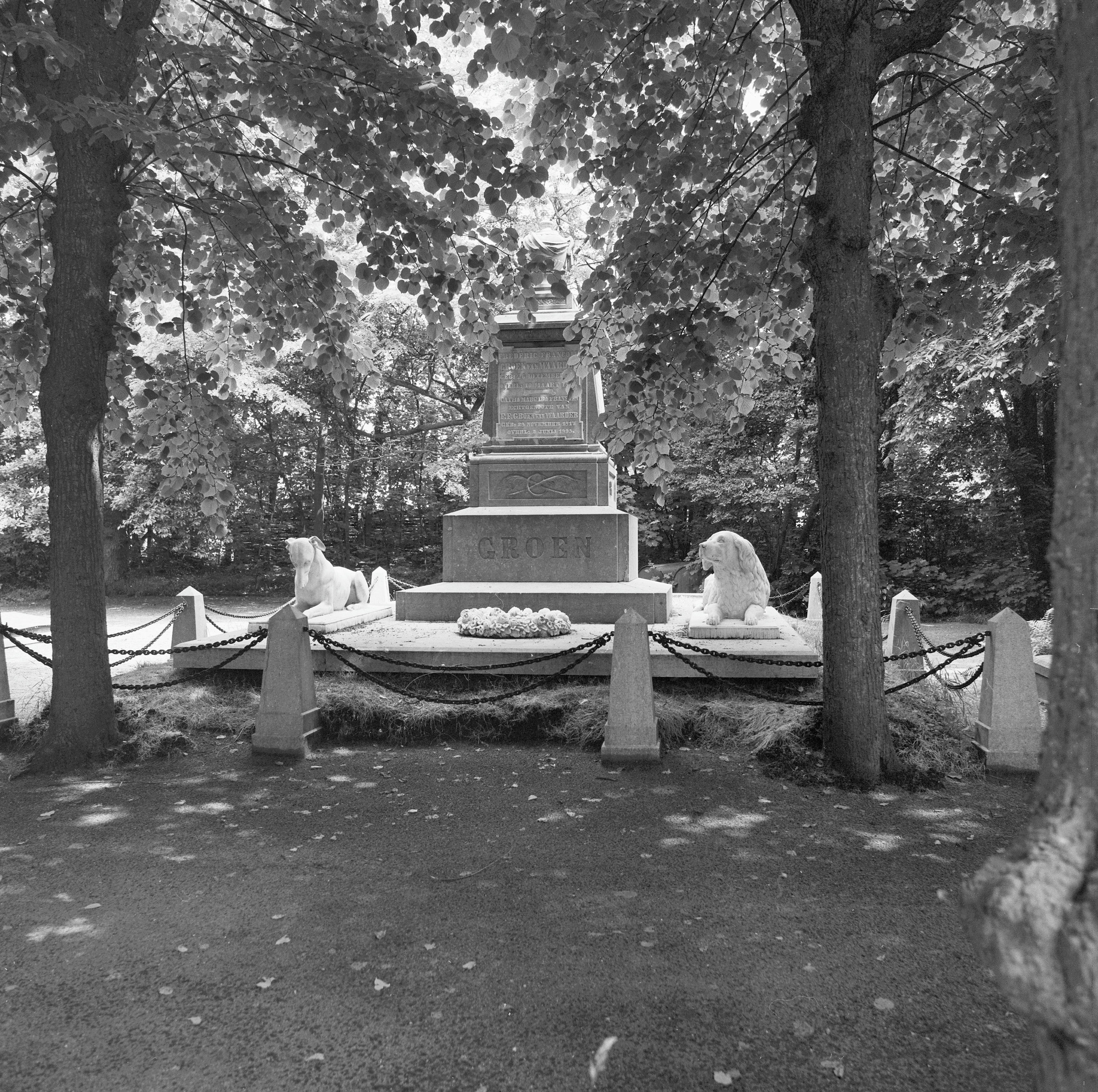
bloemenkrans en twee honden (1882), Muiderberg